# Acordo de janeiro
O Acordo de janeiro (em sueco: januariavtalet) é um acordo subscrito por 4 partidos - Partido Social-Democrata, Partido do Centro, Partido Verde e Partido Liberal, para tornar possível a nomeação de Stefan Löfven como primeiro-ministro de um governo minoritário, após as eleições legislativas de 2018 na Suécia. O pacto foi assinado em 11-13 de janeiro de 2019, com o título ”Januariöverenskommelsen - Sakpolitisk överenskommelse mellan Socialdemokraterna, Centerpartiet, Liberalerna och Miljöpartiet de gröna” (Acordo de janeiro - acordo político entre sociais-democratas, centristas, liberais e verdes). Compreende 73 pontos e delimita 11 áreas de cooperação, excluindo qualquer influência ao Partido da Esquerda nessas mesmas áreas. Noutras áreas Löfven admitiu a possibilidade de colaboração pontual com esse partido.